# Flagge Tennessees

3:5 - Flagge von Tennessee

Gouverneursflagge

Flagge der Staatsparlamente

Die Flagge des US-Bundesstaats Tennessee wurde am 17. April 1905 angenommen.
Die Flagge greift Symbole der Tennessee-Nationalgarde auf. Die drei Sterne stehen für die drei Regionen („Grand Divisions“) des Bundesstaats (East Tennessee, Middle Tennessee und West Tennessee). Sie erinnern aber auch daran, dass Tennessee als dritter Staat nach den 13 Gründungsstaaten in die Vereinigten Staaten aufgenommen wurde.
Die Flagge erinnert an die so genannte „Battle Flag“ bzw. das „Southern Cross“ der Konföderierten im Sezessionskrieg.